# Albert von Goßler
Gustav Albert von Goßler (* 10. Februar 1807 in Magdeburg; † 31. Mai 1869 in Zichtau, Altmark) war ein deutscher Verwaltungsjurist, Wirklicher Geheimer Rat und Staatsminister.

## Herkunft und Familie
Als fünftes von sechs Kindern des Generalstaatsanwalts und Wirkl. Geh. Oberjustizrats Conrad Christian Goßler (1769–1842) und Anna Charlotte Cuny (1780–1810) geboren. Er begründete die I. Linie der Adelsfamilie Goßler. Sein Bruder war u. a. der preußische Kanzler Karl Gustav von Goßler (II. Linie des Adelsgeschlechts), der Landrat Eugen von Goßler (III. Linie des Adelsgeschlechts) sein Stiefbruder und die Komponistin Clara von Goßler (1827–1864) seine Stiefschwester.
Albert von Goßler heiratete 1839 Auguste Friederike Wilhelmine Luise von Lamprecht (1821–1887), Tochter von Karl Friedrich Andreas von Lamprecht (1786–1824, Obrist und Intendant des Königlich Preußischen Gardekorps in Berlin). Sein ältester Sohn Karl Ferdinand Konrad von Goßler (1841–1900) war Königlich Preußischer Landrat des Kreises Gardelegen und sein anderer Sohn Martin Gustav Wilhelm von Goßler (1843–1898) wurde preußischer Generalleutnant.

## Werdegang
Albert von Goßler begann an der Rheinischen Friedrich-Wilhelms-Universität Rechtswissenschaft zu studieren. 1825 wurde er im Corps Borussia Bonn recipiert. Er wechselte an die Friedrich-Wilhelms-Universität zu Berlin. Nach dem Studium wurde er in Berlin 1828 Auskultator, Referendar und 1835 Assessor am Kammergericht. 1835 wurde er an das Oberlandesgericht in Magdeburg berufen, wo er gleichzeitig Mitglied des Revisionskollegiums für die Provinz Sachsen wurde. 1841 wurde er als Hilfsarbeiter in das Ministerium des Königlichen Hauses versetzt. 1843 wurde er Regierungsrat im Regierungsbezirk Liegnitz.
1846 wurde er aus dem preußischen Dienst als Präsident des Landesdirektorenkollegiums (Regierungschef) in das finanziell marode Herzogtum Anhalt-Köthen gerufen. Er wurde 1848 so genannter Märzminister für das Herzogtum und es erfolgte eine Zusammenlegung mit dem Herzogtum Anhalt-Dessau in einem Gesamtministerium für Anhalt-Dessau-Köthen. Dort war er als Staatsminister in diesem Gesamtministerium anfangs gemeinsam mit August Köppe und August Habicht tätig und bekleidete die Position eines Wirklichen Geheimen Rats. Ab Juli 1849 war er alleiniger Leiter des Gesamtministeriums und wurde unterstützt durch Albert Friedrich von Ploetz. 1850 war er der zweite Ausgezeichnete, welcher Commandeur I. Klasse des Herzoglich Anhaltische Hausorden Albrechts des Bärens wurde. Im gleichen Jahr nahm er für Köthen an der Dresdner Konferenz teil.
1853 wurde er zum Ehrenbürger von Köthen ernannt.
Nach Dessau übergesiedelt, blieb er dort bis zu seinem Ausscheiden aus dem Staatsdienst 1857. Anschließend zog er auf das 1854 erworbene Rittergut Zichtau. 1867 wurde er konservatives Mitglied des Preußischen Abgeordnetenhauses für die Kreise Salzwedel und Gardelegen.

## Ehrungen
- Leopoldsorden (Belgien), Großoffizier[10]
- Roter Adlerorden III. Klasse mit Schleife[10]
- 1850: Hausorden Albrechts des Bären, Commandeur I. Klasse[10]
- 1853: Ehrenbürger von Köthen